# Luzonrall
Luzonrall (Lewinia mirifica) är en fågel i familjen rallar inom ordningen tran- och rallfåglar.

## Utseende och läte
Luzonrallen är en medelstor rall, med mörkbrun ovansida och undertill ljusgrått bröst, vitaktig strupe och tvärbandad buk. Benen är svarta och den rätt långa, nedåtböjda näbben är rödaktig. Arten är lik både brunkronad rall och rostbandad rall, men har rätt otecknad rygg samt längre och tunnare näbb och saknar inslag av rostrött på huvudet. Lätet är dåligt känt annat än att den avger vassa "kwik!" när den störs.

## Utbredning och systematik
Fågeln återfinns i på Filippinerna på ön Luzon. Den behandlas som monotypisk, det vill säga att den inte delas in i några underarter.

## Levnadssätt
Luzonrallen är mycket dåligt känd. De flesta fynden har gjorts i samband med ringmärkning. Den tros förekomma i bergsbelägna gräsmarker och skogar.

## Status
Det råder kunskapsbrist om artens utbredningsområde och bestånd, delvis på grund av svårigheten att artbestämma den, även med fåglar i handen. IUCN avstår därför att bedöma dess hotstatus och placerar den just kategorin kunskapsbrist (DD).

## Namn
Luzonrallens vetenskapliga släktesnamn är uppkallad efter konstnären John William Lewin (1770-1819).